# یامانساز
یامانساز (انگلیسی: Yamansaz) یک شهرک در شهرستان زیلایرسکی استان باشقیرستان کشور روسیه است.